# Qualificazioni alla Coppa CEDEAO 1990
Sono elencate di seguito le date e i risultati per le qualificazioni alla Coppa CEDEAO 1990.

## Formula
6 membri CEDEAO: Nigeria (come paese ospitante), Costa d'Avorio (come detentore del titolo) e Senegal sono qualificati direttamente alla fase finale. Rimangono 3 squadre per 1 posto disponibile per la fase finale: le qualificazioni si compongono di un turno unico.
- Girone Unico - 3 squadre, giocano partite di sola andata. La prima classificata si qualifica alla fase finale.

## Girone Unico

### Classifica
| Pos | Squadra | P.ti | G | V | N | P | GF | GS | DR |
| --- | ------- | ---- | - | - | - | - | -- | -- | -- |
| 1   | Liberia | 3    | 2 | 1 | 1 | 0 | 3  | 1  | +2 |
| 2   | Ghana   | 2    | 2 | 0 | 2 | 0 | 2  | 2  | 0  |
| 3   | Guinea  | 1    | 2 | 0 | 0 | 2 | 1  | 3  | -2 |

Liberia qualificato alla fase finale.

### Risultati
| 26 novembre 1989 | Guinea | 1 – 1 | Ghana |  |

| 28 novembre 1989 | Liberia | 2 – 0 | Guinea |  |

| 29 novembre 1989 | Liberia | 1 – 1 | Ghana |  |